# Schröck (Marburg)

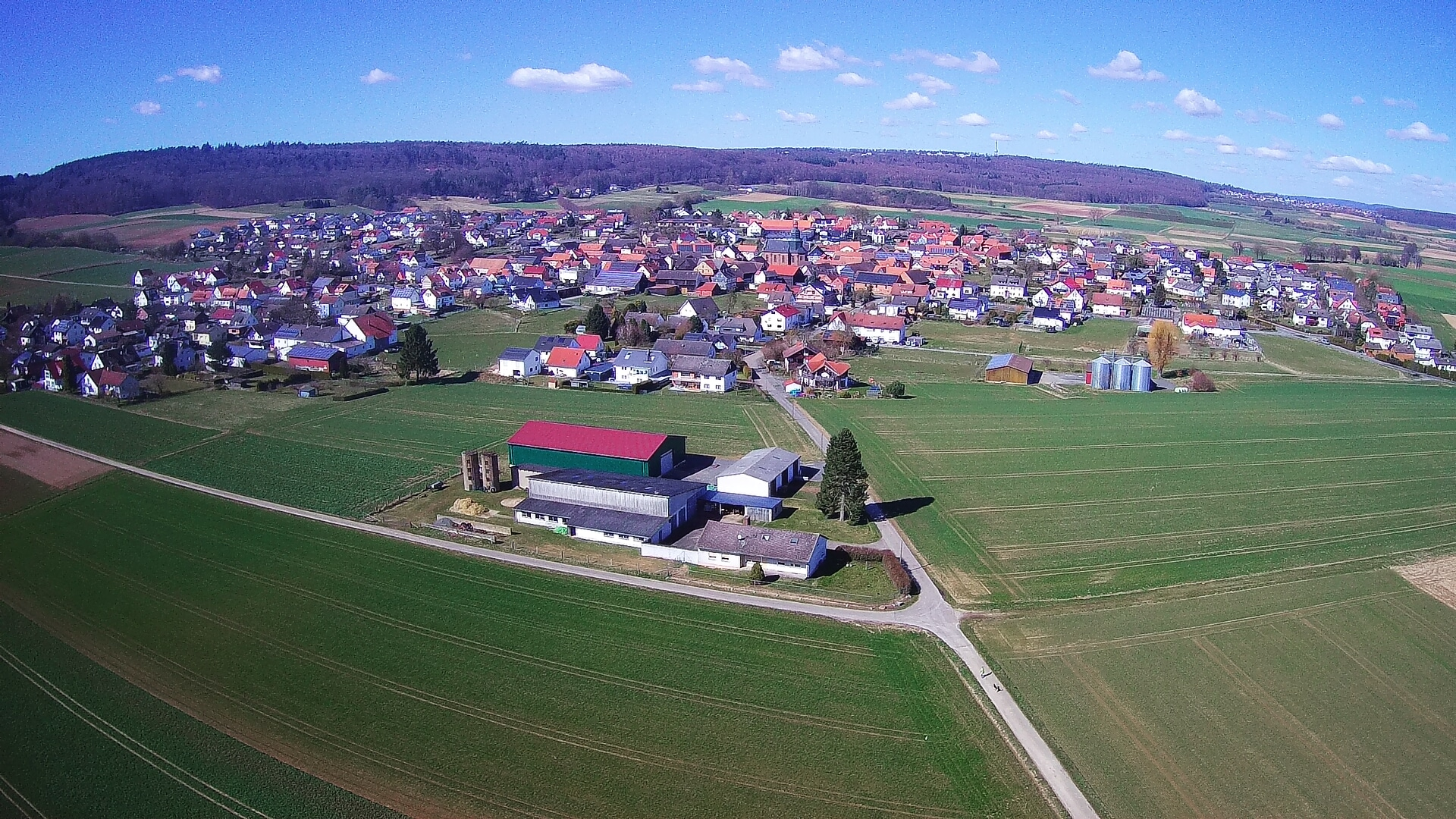
Schröck aus der Vogelperspektive, Richtung Norden (2022)

Schröck ist ein östlicher Stadtteil der Universitätsstadt Marburg im mittelhessischen Landkreis Marburg-Biedenkopf.

## Geografische Lage
Schröck liegt etwa 5 km (Luftlinie) östlich der an der Lahn gelegenen Stadt Marburg. Es befindet sich bei durchschnittlich 218 m ü. NN östlich der Lahnberge am westlichen Rand des Amöneburger Beckens, in dem unter anderen die Amöneburg liegt. Das Ortsgebiet umfasst 647 ha.

## Geschichte

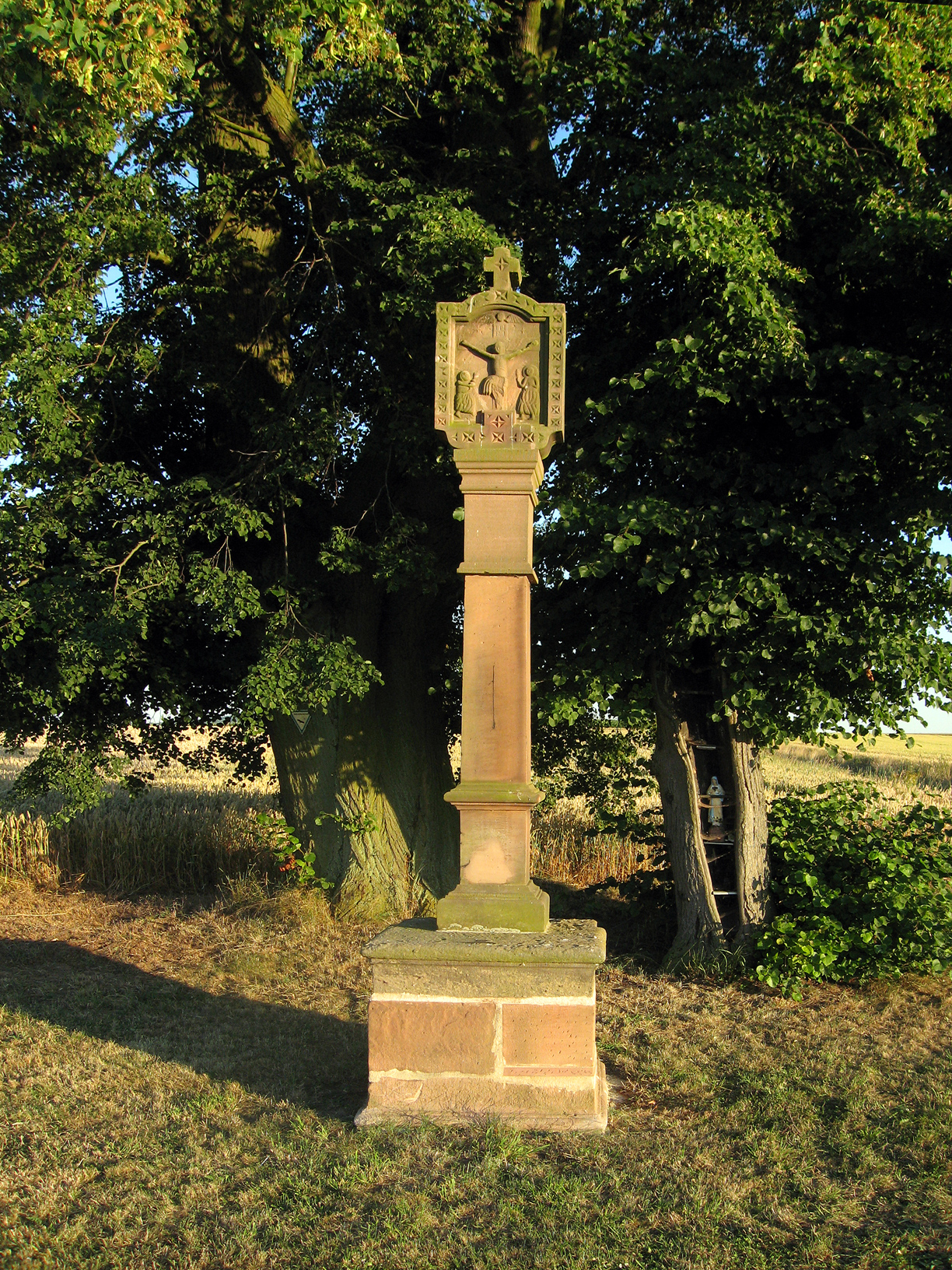
Bildstock bei Schröck

### Ortsgeschichte
Eine sehr ausführliche Übersicht über die Ortsgeschichte von Schröck findet sich in der „Schröcker Chronik“, die mittlerweile durch eine „Neue Schröcker Chronik“ umfangreich ergänzt wurde. Der folgende Text ist eine kurze Zusammenfassung dieser Informationen.
Das heutige Gebiet des Ortes weist eine sehr lange Siedlungsgeschichte auf. Jungsteinzeitliche und bandkeramische Funde deuten auf eine Besiedelung schon gegen 3000 v. Chr. hin. Weiterhin wurden Funde aus der Bronze- und Eisenzeit gemacht (ca. 1800 v. Chr.). Weitere Funde in Ortsnähe wie Hügelgräber und Urnenfelder auf den Lahnbergen unterstreichen diese älteste Besiedlung. Um das Jahr 0 herum siedelten sich die Vorfahren der Hessen (Chatten) im Marburger Raum an. Als es gegen 500 n. Chr. zum Zusammenschluss von Franken und Chatten kam, wurden zahlreiche neue Siedlungen im Amöneburger Raum gebildet.
In diesem Rahmen wurde wohl auch der Ort Schröck gegründet, seine Keimzelle liegt wahrscheinlich im Gebiet um die heutige Kirche. Die Gründung des Ortes erfolgte durch einen Gefolgsmann der Grafen von Amöneburg. Um 721 wurden die Amöneburger Grafen von Bonifatius getauft, sehr wahrscheinlich nahmen hierbei auch die Vertreter von Schröck den christlichen Glauben an. Im Jahr 1223 wurde der Ort, soweit bisher bekannt, erstmals urkundlich erwähnt, als ein „Rudolph de Scrickede“ in einer Urkunde des Klosters Haina auftauchte. Gegen 1300 wurde der Ort Teil des Erzstifts Mainz; die entsprechende Steuer (Bede) wurde erstmals 1315 bezahlt. 1527 wurde die Reformation in der Landgrafschaft Hessen eingeführt und Schröck wechselte zum protestantischen Glauben. Dies währte allerdings nur bis 1608, als Hessen das Patronat über die Schröcker Kirche an das Erzbistum Mainz zurückgab und der Ort wieder katholisch wurde. Am 30. September 1726 wurde die neue Kirche eingeweiht, nachdem der mittelalterliche Vorgänger wegen Baufälligkeit abgerissen wurde.
Nach dem Reichsdeputationshauptschluss fiel das Mainzer Amt Amöneburg und damit auch Schröck 1803 an Hessen-Kassel, das aus den ihm zugefallenen ehemals kurmainzischen Gebieten das Fürstentum Fritzlar bildete. Ab 1807 gehörte der Ort zum französischen Satellitenstaat Westphalen. Allerdings bestätigte der Wiener Kongress 1815 die im Reichsdeputationshauptschluss getroffenen Gebietsänderungen, so dass Schröck wieder hessisch wurde. Es wurde 1821 dem neu gebildeten Kreis Kirchhain zugeteilt. Nach dem preußischen Gewinn des Deutschen Krieges 1866 wurde Hessen-Kassel von Preußen annektiert und Schröck wurde eine preußische Gemeinde.
Im Ersten Weltkrieg fielen 32 Schröcker Kriegsteilnehmer, drei weitere blieben vermisst. Im Zweiten Weltkrieg fielen 48 Schröcker Kriegsteilnehmer, 17 werden vermisst. Am 28. März 1945 wurde der Ort von amerikanischen Einheiten besetzt.
Hessische Gebietsreform (1970–1977)
Zum 1. Juli 1974 wurde die bis dahin selbständige Gemeinde Schröck im Zuge der Gebietsreform in Hessen kraft Landesgesetz in die Stadt Marburg eingemeindet.
Für den Stadtteil Schröck wurde ein Ortsbezirk eingerichtet.

### Entwicklung des Ortsnamens
Bei dem Namen Schröck handelt es sich nicht um die historische Ortsbezeichnung, vielmehr wandelte sich der Name im Laufe der Zeit mehrmals. Der ursprüngliche Ortsname kann auf ein althochdeutsches Wort mit der Endung „-ithi“ zurückgeführt werden. Orte, die auf „-ithi“, „-ahi“, „-lar“ und „-mär“ enden, gehören meist zu den ältesten Siedlungen in Hessen; die Urheber dieser Ortsnamen sind wohl die Chatten. Der Name Schröck setzt sich zusammen aus dem Verb „schrecken“ und dem Wort „ithi“. Während man schrecken mit aufspringen bzw. ansteigen gleichsetzen kann, bedeutet die Wortendung -ithi versehen mit bzw. reich an. Demnach ist der älteste Name des Ortes wohl „Skrikithi“, was so viel wie zu den Hügeln bedeutet.
Folgende historische Namen des Ortes sind bekannt (in Klammern die Jahreszahl): Scrikkede (um 1233), Srichkede (1250), Screkede (1279), Scrichede (1315), Schrick (1351), Schrigkte (1468), Schrock (1570), Schreckt (1570) und Schreck (1708/10), woraus dann schließlich Schröck wurde.

### Verwaltungsgeschichte im Überblick
Die folgende Liste zeigt die Staaten und Verwaltungseinheiten, denen Schröck angehört(e):
- vor 1803: Heiliges Römisches Reich, Kurfürstentum Mainz, Amt Amöneburg
- ab 1803: Heiliges Römisches Reich,[Anm. 2] Landgrafschaft Hessen-Kassel, Fürstentum Fritzlar, Amt Amöneburg
- ab 1806: Landgrafschaft Hessen-Kassel, Fürstentum Fritzlar, Amt Amöneburg
- 1807–1813: Königreich Westphalen,[Anm. 3] Departement der Werra, Distrikt Marburg, Kanton Amöneburg
- ab 1815: Kurfürstentum Hessen,[Anm. 4] Fürstentum Fritzlar, Amt Amöneburg[12]
- ab 1821: Kurfürstentum Hessen, Provinz Oberhessen, Kreis Kirchhain[13][Anm. 5]
- ab 1848: Kurfürstentum Hessen, Bezirk Marburg
- ab 1851: Kurfürstentum Hessen, Provinz Oberhessen, Kreis Kirchhain
- ab 1867: Königreich Preußen,[Anm. 6] Provinz Hessen-Nassau, Regierungsbezirk Kassel, Kreis Kirchhain
- ab 1918: Deutsches Reich (Weimarer Republik), Freistaat Preußen, Provinz Hessen-Nassau, Regierungsbezirk Kassel, Kreis Kirchhain
- ab 1932: Deutsches Reich, Freistaat Preußen, Provinz Hessen-Nassau, Regierungsbezirk Kassel, Kreis Marburg
- ab 1944: Deutsches Reich, Freistaat Preußen, Provinz Kurhessen, Landkreis Marburg
- ab 1945: Amerikanische Besatzungszone,[Anm. 7] Groß-Hessen, Regierungsbezirk Kassel, Landkreis Marburg
- ab 1946: Amerikanische Besatzungszone, Hessen, Regierungsbezirk Kassel, Landkreis Marburg
- ab 1949: Bundesrepublik Deutschland, Hessen, Regierungsbezirk Kassel, Landkreis Marburg
- ab 1974: Bundesrepublik Deutschland, Hessen, Regierungsbezirk Kassel, Landkreis Marburg-Biedenkopf, Stadt Marburg[Anm. 8]
- ab 1981: Bundesrepublik Deutschland, Hessen, Regierungsbezirk Gießen, Landkreis Marburg-Biedenkopf, Stadt Marburg

### Gerichte seit 1821
Mit Edikt vom 29. Juni 1821 wurden in Kurhessen Verwaltung und Justiz getrennt. Der Kreis Kirchhain war für die Verwaltung und das Justizamt Amöneburg war als Gericht erster Instanz für Schröck zuständig. Das Justizamt Amöneburg war bis 1831 Assistenzamt des Justizamts Kirchhain und danach selbständiges Justizamt. Nach der Annexion Kurhessens durch Preußen 1866  erfolgte am 1. September 1867 die Umbenennung des bisherigen Justizamtes in Amtsgericht Kirchhain. Gleichzeitig wurde der Bereich des bisherigen Justizamts Amöneburg dem
Amtsgericht Kirchhain zugeschlagen; diese Aufhebung des Justizamtes Amöneburg wurde aber bald darauf revidiert und es wurde am 1. Januar 1868 als Amtsgericht Amöneburg weitergeführt. Auch mit dem Inkrafttreten des Gerichtsverfassungsgesetzes von 1879 blieb das Amtsgericht Amöneburg bestehen. Erst zum 1. Oktober 1932 wurde es aufgehoben und sein Sprengel dem des Amtsgerichts Kirchhain zugeordnet.

## Bevölkerung

### Einwohnerstruktur 2011
Nach den Erhebungen des Zensus 2011 lebten am Stichtag dem 9. Mai 2011 in Schröck 1713 Einwohner. Darunter waren 21 (1,2 %) Ausländer. Nach dem Lebensalter waren 348 Einwohner unter 18 Jahren, 723 zwischen 18 und 49, 339 zwischen 50 und 64 und 300 Einwohner waren älter. Die Einwohner lebten in 696 Haushalten. Davon waren 186 Singlehaushalte, 201 Paare ohne Kinder und 234 Paare mit Kindern, sowie 54 Alleinerziehende und 18 Wohngemeinschaften. In 129 Haushalten lebten ausschließlich Senioren und in 483 Haushaltungen leben keine Senioren.

### Einwohnerentwicklung
Die Zahl der Einwohner von Schröck stieg stetig seit Beginn der schriftlichen Aufzeichnungen. Als Quellen für die Einwohnerentwicklung stehen Urkunden der Pfarreien sowie später der Gemeinde zur Verfügung. In ihnen kann man erkennen, dass Schröck im 16. Jahrhundert ein kleiner Ort mit nur wenigen Einwohnern war. Über frühere Zahlen ist nichts bekannt, es dürfte jedoch als sicher gelten, dass die Zahl der Einwohner durch die Pestepidemie von 1349 deutlich verringert wurde (siehe hierzu die Entwicklung der Marburger Einwohnerzahl). Weiterhin vergrößerte sich Schröck wahrscheinlich im 14. und 15. Jahrhundert durch den Zuzug von Bewohner aus den umliegenden, wüst gewordenen Orten Artzbach, Lampertshausen, Eiloh und Odendorf. Auch wenn die Daten keine genaue Aussage zulassen, dürfte es als gesichert gelten, dass die Bevölkerungszahl im Dreißigjährigen Krieg sank. Hierfür sprechen Angaben über die Bevölkerungsentwicklung in den umliegenden Orten, die so wohl auch auf Schröck zutreffen. Einen weiteren Einbruch der Bevölkerungszahl gab es im Siebenjährigen Krieg. Eine sehr deutliche Steigerung der Einwohnerzahl erfolgte nach dem Zweiten Weltkrieg, als sie durch Flüchtlinge und Vertriebene aus den deutschen Ostgebieten stark anstieg.
| 1585: | 22 Hausgesesse |
| 1664: | 31 Haushalte   |

| Schröck: Einwohnerzahlen von 1665 bis 2019 | Schröck: Einwohnerzahlen von 1665 bis 2019 | Schröck: Einwohnerzahlen von 1665 bis 2019 | Schröck: Einwohnerzahlen von 1665 bis 2019 | Schröck: Einwohnerzahlen von 1665 bis 2019 |
| --- | ------------------------------------------ | ------------------------------------------ | ------------------------------------------ | ------------------------------------------ |
| Jahr |                                            |                                            |                                            | Einwohner                                  |
| 1665 | 1665                                       |                                            | 164                                        | 164                                        |
| 1690 | 1690                                       |                                            | 237                                        | 237                                        |
| 1747 | 1747                                       |                                            | 248                                        | 248                                        |
| 1754 | 1754                                       |                                            | 242                                        | 242                                        |
| 1762 | 1762                                       |                                            | 188                                        | 188                                        |
| 1770 | 1770                                       |                                            | 253                                        | 253                                        |
| 1808 | 1808                                       |                                            | 599                                        | 599                                        |
| 1831 | 1831                                       |                                            | 554                                        | 554                                        |
| 1834 | 1834                                       |                                            | 618                                        | 618                                        |
| 1840 | 1840                                       |                                            | 639                                        | 639                                        |
| 1846 | 1846                                       |                                            | 663                                        | 663                                        |
| 1852 | 1852                                       |                                            | 699                                        | 699                                        |
| 1858 | 1858                                       |                                            | 707                                        | 707                                        |
| 1864 | 1864                                       |                                            | 703                                        | 703                                        |
| 1871 | 1871                                       |                                            | 649                                        | 649                                        |
| 1875 | 1875                                       |                                            | 664                                        | 664                                        |
| 1885 | 1885                                       |                                            | 693                                        | 693                                        |
| 1895 | 1895                                       |                                            | 669                                        | 669                                        |
| 1905 | 1905                                       |                                            | 617                                        | 617                                        |
| 1910 | 1910                                       |                                            | 668                                        | 668                                        |
| 1925 | 1925                                       |                                            | 680                                        | 680                                        |
| 1939 | 1939                                       |                                            | 813                                        | 813                                        |
| 1946 | 1946                                       |                                            | 1.074                                      | 1.074                                      |
| 1950 | 1950                                       |                                            | 1.092                                      | 1.092                                      |
| 1956 | 1956                                       |                                            | 997                                        | 997                                        |
| 1961 | 1961                                       |                                            | 1.028                                      | 1.028                                      |
| 1967 | 1967                                       |                                            | 1.116                                      | 1.116                                      |
| 1974 | 1974                                       |                                            | 1.500                                      | 1.500                                      |
| 1987 | 1987                                       |                                            | 1.473                                      | 1.473                                      |
| 1991 | 1991                                       |                                            | 1.655                                      | 1.655                                      |
| 1995 | 1995                                       |                                            | 1.772                                      | 1.772                                      |
| 2000 | 2000                                       |                                            | 1.833                                      | 1.833                                      |
| 2005 | 2005                                       |                                            | 1.797                                      | 1.797                                      |
| 2010 | 2010                                       |                                            | 1.796                                      | 1.796                                      |
| 2011 | 2011                                       |                                            | 1.713                                      | 1.713                                      |
| 2015 | 2015                                       |                                            | 1.769                                      | 1.769                                      |
| 2019 | 2019                                       |                                            | 1.755                                      | 1.755                                      |
| Datenquelle: Historisches Gemeindeverzeichnis für Hessen: Die Bevölkerung der Gemeinden 1834 bis 1967. Wiesbaden: Hessisches Statistisches Landesamt, 1968. Weitere Quellen: LAGIS; Stadt Marburg:1987–1998, 1999–2003, 2005–2010,2011–2015, 2019:; Zensus 2011 |                                            |                                            |                                            |                                            |

### Historische Religionszugehörigkeit
| Quelle: Historisches Ortslexikon |                                                                    |
| • 1861:                          | 013 evangelisch-lutherische, 692 römisch-katholische Einwohner     |
| • 1885:                          | 008 evangelische und 85 katholische Einwohner                      |
| • 1961:                          | 023 evangelische, 1001 römisch-katholische Einwohner               |
| • 1987:                          | 232 evangelische (= 15,8 %), 1138 katholische (= 77,3 %) Einwohner |

### Erwerbstätigkeit
| Quelle: Historisches Ortslexikon | |
| 1746:                            | Erwerbspersonen: 32 Ackerleute, zwei Schmiede, zwei Wagner, drei Schneider, 8 Leineweber, zwei Gastwirte, zwei Maurer, 5 Zimmerleute, zwei Fischer, zwei Müller, 18 Tagelöhner. |
| 1838:                            | Familien: 33 Ackerbau, 55 Gewerbe, 16 Tagelöhner. |
| 1961:                            | Erwerbspersonen: 176 Land- und Forstwirtschaft, 193 Produzierendes Gewerbe, 42 Handel und Verkehr. 95 Dienstleistungen und Sonstiges.                                           |

### Kirchengeschichte

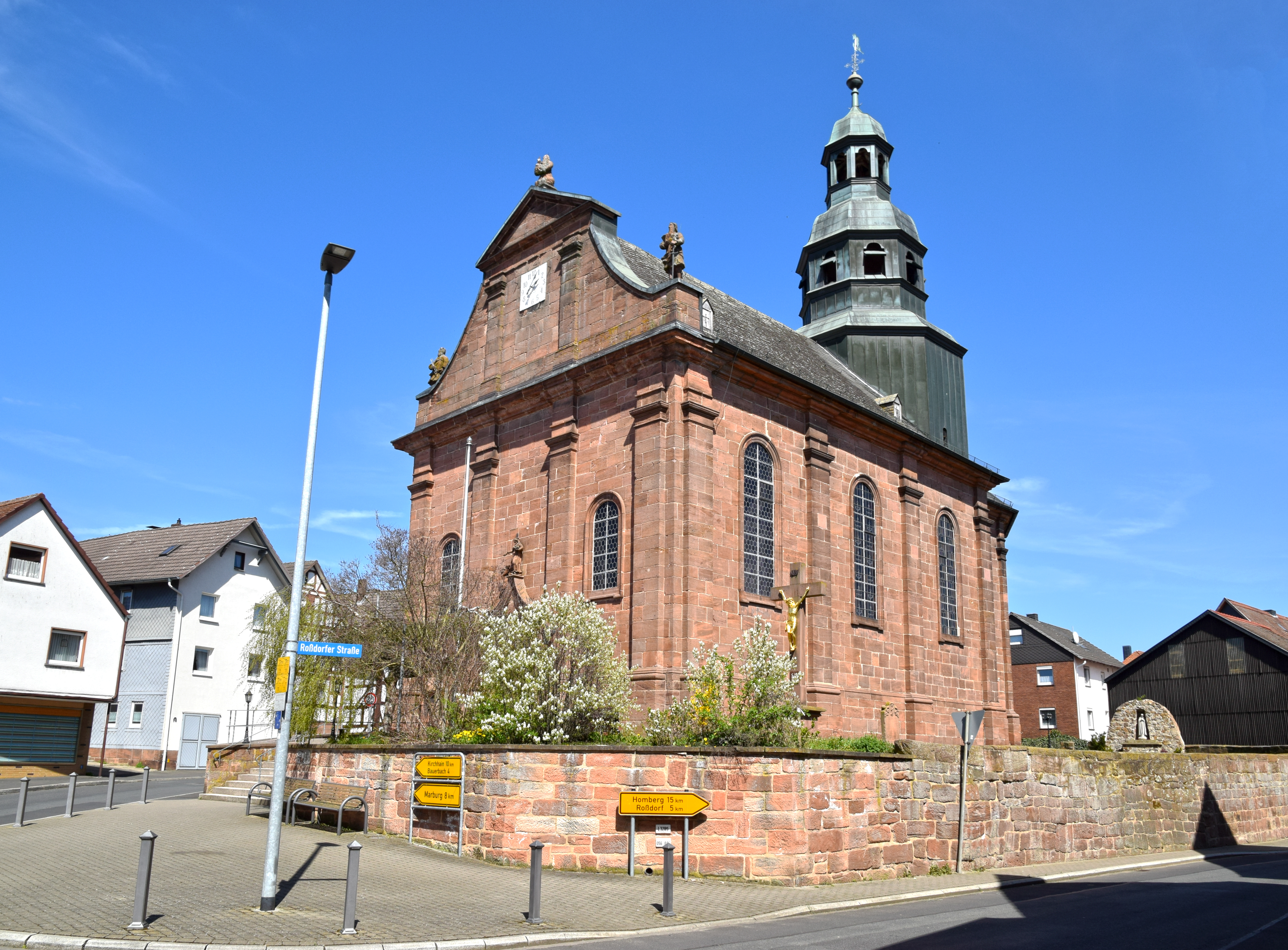
Katholische Pfarrkirche St. Michael

Der Ort ist stark katholisch geprägt, was durch seine Geschichte erklärt werden kann. Früheste Zeugnisse für eine Pfarrei finden sich in Urkunden des 13. und 14. Jahrhunderts. So wird etwa ein Pleban (Leutpriester) 1233 erwähnt. Von ca. 1300 bis 1803 gehört der Ort zum Mainzer Amt Amöneburg und damit zum Kurbistum Mainz. Die Reformation äußert sich dadurch, dass der Ort von 1527 bis 1608 protestantisch ist. 1656 beginnen die Pfarrbücher. Im 18. Jahrhundert wurde die mittelalterliche Kirche wegen Baufälligkeit abgebrochen. Der Kirchenneubau wurde von Baumeister Charles du Ry aus Kassel und den 200 Einwohnern des Dorfes erstellt und am 30. September 1726 zu Ehren des Heiligen Michael durch Weihbischof Christoph Ignatius von Gudenus, Erfurt, konsekriert. 1743 erhielt die Kirche einen neuen Hochaltar und 1865 zwei Nebenaltäre aus der Amöneburger Stiftskirche. Den Gottesdienst übernahm 1608 das Stift Amöneburg, die vorreformatorische Pfarrei wurde nicht mehr errichtet. Im Jahre 1821 wurde Schröck als Filiale der Pfarrei Roßdorf angegliedert und vom dortigen Kaplan betreut. Seit dieser Zeit gehört Schröck zum Bistum Fulda. Die Pfarrei St. Michael und St. Elisabeth, Schröck wurde erst 1884 neu errichtet. Seit dem 1. Dezember 1959 zählen die katholischen Christen aus dem Stadtteil Moischt zur Pfarrei, die schon zuvor von hier aus betreut wurden. Der Grundstein für das Pfarrheim St. Michael wurde 1983 gelegt. Im Rahmen des Pastoralen Prozesses im Bistum Fulda wird durch Dekret des Bischofs zum 1. Advent 2006 die Pfarrgemeinde Teil des Pastoralverbundes Amöneburg St. Bonifatius. Der Elisabeth- und Jakobuspilgerweg (Eisenach-Marburg/Görlitz-Santiago de Compostela) führt ab 2006 auch über Schröck. Mit Pfarrer Stefan Krönung endete zum 1. August 2007 die Zeit der Pfarrer, die am Ort wohnen. Die Seelsorge wurde von 2007 bis 2008 durch den Pfarrer von Bauerbach als Administrator mit Unterstützung indischer Patres sichergestellt, später dann durch Schulpfarrer Vogler (Amöneburg) ab August 2008.
Die Kirche St. Michael verfügt über zwei Bronze-Glocken der Glockengießerei Otto aus Hemelingen/Bremen. Diese hatte schon 1926 zwei Glocken für St. Michael gegossen, die aber im 2. Weltkrieg eingeschmolzen wurden. Die beiden heutigen Otto-Glocken haben die Schlagtöne f' und b' und folgende Durchmesser: 1130 mm und 847 mm.

## Politik

### Ortsbeirat
- Grüne: 1
- UBL: 3
- CDU: 3

- UBL = Unabhängige Bürgerliste

Für den Stadtteil Schröck besteht ein Ortsbezirk mit Ortsbeirat und Ortsvorsteher nach der Hessischen Gemeindeordnung. Er umfasst das Gebiet der ehemaligen Gemeinde Schröck. Für die Sitzverteilung siehe die nebenstehende Grafik. Zum Ortsvorsteher wählte der Ortsbeirat Uwe Heuser (UBL).

### Sonstiges
Der Stadtteil Schröck ist seit 2006 im Dorferneuerungsprogramm des Landes Hessen.

## Kultur und Sehenswürdigkeiten

### Theater
Zwar verfügt der Ort über kein Theater, jedoch gibt es eine Theatergruppe, welche in den vergangenen Jahren regelmäßig Stücke aufführte. Während man zu Beginn Schwänke in Mundart spielte, wurden die gespielten Stücke im Laufe der Zeit immer aufwendiger. Besonders hervorzuheben sind hierbei Aufführungen der Musicals „Anatevka“ und „My Fair Lady“ in der Schröcker Sporthalle.

### Vereine
Im Ort gibt es mehrere Vereine. So hat es sich der Musnickelverein zum Ziel gesetzt, altes Brauchtum zu erhalten. Mit dem Begriff Musnickels wurden früher Kinder und junge Männer bezeichnet, die an Schlachttagen mit einer Maske verkleidet ihren Anteil an Fleisch und Wurst forderten.
Zu den ältesten Vereinen im Dorf zählt die Kolpingsfamilie (Gründungsjahr 1948). Mitgliederstarke Gruppen sind die Katholische Frauengemeinschaft KFD (Gründungsjahr 1963), die Freiwillige Feuerwehr und die Ortsgliederung des Malteser Hilfsdienstes (Gründungsjahr 2000).

### Musik
Es gibt im Ort einen Chor sowie mehrere Musikgruppen für volkstümliche Musik („Schröcker Blasmusik“) und klassische Blasmusik („Blastick“). Im Jahre 2008 entwickelte sich die „SRM-Crew“, welche, auch über Schröck hinaus, die Marburger Hip-Hop-Szene prägte.
Weiterhin findet hier seit 2009 jährlich das Heavy-Metal-Festival „Chaostraum Open Air“ statt.

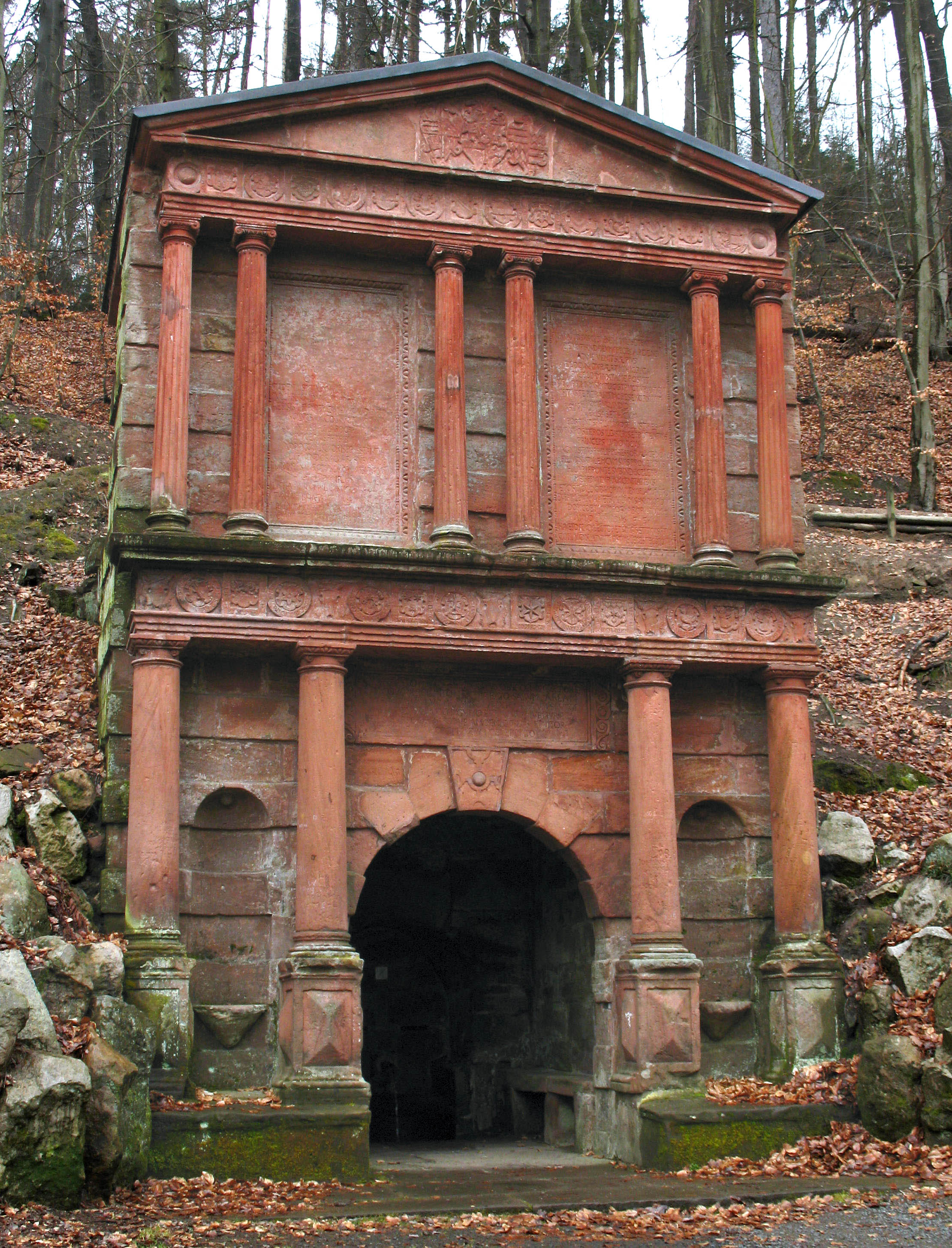
Elisabethbrunnen

### Bauwerke
Schröck besitzt eine barocke Kirche aus dem Jahr 1726. Sie enthält einen Hochaltar aus dem Jahr 1743 sowie seit 1865 zwei kunsthistorisch bedeutende Nebenaltäre aus der Amöneburger Stiftskirche. Die Orgel der Kirche wurde 1895 von Wilhelm Ratzmann erbaut, 1939 erfolgte erst ein Umbau durch A. Späth und später eine Rekonstruktion.
Weitere Sehenswürdigkeiten liegen außerhalb des Ortes. Am Rand der Lahnberge an der Straße nach Marburg befindet sich der Elisabethbrunnen von Schröck, im Volksmund „Schröcker Brunnen“ genannt. Oberhalb von ihm gelegen finden sich die Ruinen einer Kreuzkapelle. Zahlreiche Bildstöcke sind in und um Schröck zu finden, darunter auch der Bildstock an der „Zechspann“, errichtet 1792.

### Sport
Mit dem FSV Schröck besitzt der Ort einen Fußballverein, der neben einer ersten Mannschaft in der Verbandsliga Mitte eine zweite Mannschaft in der Kreisliga A besitzt. Weiterhin gibt es Jugendmannschaften, die in den Altersklassen A bis G vertreten sind. Der Fußballplatz befindet sich außerhalb des Ortes am Fuße der Lahnberge. Der Tischtennisverein TTV Schröck besitzt neben der Tischtennisabteilung Abteilungen für Wandern, Tennis und Badminton. Er ist im Besitz einer Tennisanlage, die neben dem Fußballplatz gelegen ist. Die Tischtennis- und Badmintonabteilung sind in der Schröcker Sporthalle zu Hause. Weiterhin gibt es im Ort einen Dartclub und einen Schützenverein. Letzterer hat ein eigenes Schützenheim an der Ochsenwiese.

## Wirtschaft und Infrastruktur

### Bildung
Im Ort gibt es einen Kindergarten mit drei Gruppen sowie eine Grundschule, welche zusammen mit dem Nachbarort Bauerbach betrieben wird. An ihr lernen knapp 200 Schüler. Die katholisch öffentliche Bücherei (KÖB) wird von der Kirchengemeinde und dem Borromäusverein getragen und bietet einen wöchentlichen Treffpunkt im Pfarrheim St. Michael (Kolpingstraße 5).

### Hilfsorganisationen
Zur Brandbekämpfung und Hilfeleistung über die Stadtteilgrenzen hinaus existiert die Einsatzabteilung der Freiwilligen Feuerwehr Schröck, die auch für die Stadtteile Bauerbach und Ginseldorf zuständig ist. Die Ortsgliederung des Malteser Hilfsdienstes bietet Besuchs- und Begleitungsdienste, Hausnotruf, Mahlzeitendienst, Kinder- und Jugendarbeit, Notfallseelsorge und Krisenintervention an. Die Caritas der Kath. Kirchengemeinde unterstützt Bedürftige. Pilger auf dem Weg nach Santiago de Compostela und Marburg werden betreut und finden im Pfarrheim eine einfache Unterkunft.

### Nahversorgung
In Schröck gibt es einen kleinen Dorfladen, wo Waren des täglichen Lebens gekauft werden können. Hier besteht außerdem die Möglichkeit Päckchen und kleinere Pakete der Deutschen Post aufzugeben. Der Dorfladen liegt gegenüber einer Bäckerei. Neben der Bäckerei gibt es im Ort auch eine Metzgerei.
Ande

### Unternehmen
Das Deutsche Wanderinstitut hat seinen Sitz in Schröck, welches für die Zertifizierung und Planung von Premium-Wanderwegen eine überregionale Bedeutung hat.

## Sonstiges
In den Jahren 2002 bis 2005 gab es deutschlandweit einmalig eine Postagentur im Pfarrhaus.